# Rafael Ortega Domínguez
Rafael Ortega Domínguez (San Fernando, provincia de Cádiz; 4 de julio de 1921 – Cádiz, 18 de diciembre de 1997), fue un torero español. Desarrolló su carrera en los años cincuenta. Salió por la puerta grande de Las Ventas en seis ocasiones.

## Biografía
Era descendiente de familia torera, entre la que se puede destacar a "Los Gallos", es decir a Rafael El Gallo y a su hermano Joselito, por nombrar los dos más conocidos. Vivió particularmente cercano a su tío "Cuco", o Cuco de Cádiz, que fue muchos años banderillero de su primo carnal Joselito. Según Cossío, un "peón de brega inteligentísimo [...] auxiliar de primer orden" y "buen banderillero". De hecho, tras muchos años en su cuadrilla, fue el Cuco quien escuchó las últimas palabras de Gallito en el albero de Talavera.
Circunstancias mal conocidas le hacen estrenarse como novillero sin caballos muy tarde, a la edad de 24 años, en Ceuta, donde cumplía el servicio militar. Pero "se dio la circunstancia de asimilar el arte del toreo con bastante más rapidez que los que se iniciaron desde la niñez". Observaba a otros toreros, aprendiendo la técnica y desarrollándola en la práctica real en las pocas oportunidades que tenía, ya en novilladas picadas, como "oscuro novillero que, además, ya era «viejo» a los ojos de los espectadores". El 17 de agosto de 1947 se presentó como novillero en Barcelona, y el 14 de agosto de 1949 en Madrid, con "éxito tan firme que repite" tres actuaciones en Las Ventas entre agosto y septiembre. Porque, en efecto, cuajaba con rapidez: "Pude comprobar que un novillero -aunque fuese algo mayor, como aquel- podía torear con el capote como lo hacía Pepe Luis Vázquez, consagrado como figura del toreo; cargar la suerte con la muleta tal y como predicaron con su ejemplo los grandes toreros y aconsejaban los dioses retirados, Juan Belmonte y [Rafael] el Gallo, y practicar el volapié [...] cuando lo traía toreado en el engaño [...] y la espada se hundiría irremisiblemente en todo lo alto".
Tomó la alternativa en Madrid el 2 de octubre de 1949 de manos de Manolo González y siendo testigo Manuel dos Santos. El toro de la ceremonia se llamaba Cordobés de Felipe Bartolomé, y Rafael salió en hombros por la puerta grande por primera vez en su carrera. Repitió el éxito hasta en seis ocasiones: en 1949, 1950, 1952, 1953, 1954 y 1957.
Desde el principio de su carrera sufrió numerosas cornadas. En una de las primeras (Pamplona, 1950) el toro le corneó en la vejiga y en la pierna: "se temió por su vida, pero pudo vencer el peligro aunque quedó siempre limitada la agilidad de la pierna". Pese todo, se mantuvo "en puesto preeminente año tras año", por dos méritos principales: su valor, que "es tan meritorio como el mayor que pueda recordarse del toreo presente o pasado"; y por su genialidad "en la suerte de matar, que practica con la perfección y la eficacia que los mejores maestros del estoque de cualquier tiempo hayan podido tener". Pero el juicio de Cossío sobre su arte con la capa y la muleta cae en cierto menosprecio: "Ha toreado muchas veces bien, y siempre con decoro y personalidad, pero esta personalidad ha sido basta y poco acorde con la manera refinada con que torean los maestros del arte". La ficha del Cossío del tomo IV termina en 1956. A este juicio, muchos años después, replicará duramente Juan Posada: "Tremenda injusticia la del tratadista, con la que demuestra su lejano conocimiento del arte de torear (aunque como historiador taurino haya sido el mejor en lo relativo a información de todos y cada uno de los toreros que en el mundo han sido)". El tomo VI del Tratado conocido como "el Cossío", que ya no escribió José María (pues desde el V en adelante son diversos colaboradores los que continúan la obra desde la perspectiva general de su sistema de trabajo) recoge más información de Rafael Ortega. El colaborador encargado en este tomo de las biografías "de nuevos diestros" es Juan José Bonifaz, que sigue dando detalles de su actividad hasta 1960, cuando se produce su primera retirada. A lo largo de su carrera alternó con Pepe Luis Vázquez, Pepín Martín Vázquez, Manolo González (su padrino de alternativa), Manolo Vázquez, el Litri, Julio Aparicio, Antonio Ordóñez, Antoñete. Se trata de uno de los tres toreros que, tras la guerra civil española, ha cortado dos rabos en La Maestranza, junto a Chicuelo y César Girón. Uno fue el 12 de octubre de 1952, cuando cortó dos orejas y rabo a un toro de Salvador Guardiola en La Maestranza, en una faena en la que salió por la puerta del príncipe junto a Luis Miguel Dominguín y un joven Antonio Ordóñez. Y el segundo tuvo lugar el 20 de abril de 1956 a un Miura.
Regresa a los ruedos en El Puerto de Santamaría el 10 de julio de 1966, "en lucha con su edad y con su peso". Sorprendió con su reaparición, pero demostró que tenía sentido, y a pesar de las nuevas cornadas volvió a alcanzar grandes triunfos. Tiene éxitos "muy sonados en plazas de la categoría de Madrid y Barcelona", y de nuevo sufre una cogida "de pronóstico gravísimo", en Barcelona, en 1967. También consta su triunfo en Sevilla, aunque, por motivos ambientales y sociales adversos no contara con el apoyo de sus paisanos gaditanos, tan proclives con otros toreros a "masivas excursiones" a la Maestranza de Sevilla, siendo como fue Ortega "el mejor torero gaditano que ha dado el siglo XX". Sigue toreando, y con éxito, pero se suceden los percances, y se retiró definitivamente por motivos de salud el 1 de septiembre de 1968 en Marbella, tras las ocho actuaciones de la temporada de 1968.
Tras su retirada, fue director de la escuela taurina de Cádiz, siendo maestro de varios toreros, entre ellos: Francisco Ruiz Miguel, José Luis Galloso o Jesulín de Ubrique. Con 64 años, muy mermado de fuerzas y salud, aún toreó un festival benéfico, con traje campero que él mismo recosió, cortando el rabo. Con esa edad y esa afición se puso a redactar (con ayuda de un aficionado culto), su libro El toreo puro, tan citado aquí. Cuando publica su libro El toreo puro, del que se habla infra, Rafael Ortega hace repaso de sus toreros admirados, empezando por el final de su primera etapa: Ordóñez y Antoñete, Pepe Luis Vázquez, Manolo González, Manolo Vázquez... y, aunque no pudo alternar con él, por ser aún novillero cuando muere Manolete (1947), le vio torear, y concreta: "Sentí gran admiración por Manolete, que a su manera hacía un toreo puro y estoqueaba muy bien. Manolete era un torero que no sabía correr cuando tenía que hacerlo". Y sigue: "Luego tuve la suerte de conocer a Domingo Ortega [...] Toreé mucho con él cuando reapareció en 1953, y me fijé en su toreo todo lo que pude, pero no para imitarlo, porque somos toreros muy distintos: yo he toreado siempre mejor con la mano izquierda que con la derecha, y muy parado, y Domingo ha sido uno de los toreros, de entre los que yo he visto, que mejor ha toreado con la mano derecha y que mejor les ha andado a los toros".
Dejó escrito: "Los animales me atraen, y si no hubiera sido torero, me habría agradado ser veterinario, para estar con ellos".
Falleció a los 76 años de edad en Cádiz a consecuencia de un cáncer hepático.

## La tauromaquia de Rafael Ortega
Ha sido necesario anticipar algunas citas del libro que Rafael Ortega escribió sobre su propia vida, particularmente como torero, valiéndose de la colaboración de Ángel-Fernando Mayo (de la Peña taurina "Los de José y Juan"), que, además de encargarse de la redacción formal, escribió un prólogo. Igual que hiciera Chaves Nogales con Belmonte, adopta la técnica narrativa de la primera persona, a modo de autobiografía del torero. El título es expresivo: El toreo puro. Se publica en 1986, cuando Ortega tiene 65 años.
Se reproducen a continuación una serie de ideas que refejen suficientemente su visión del toreo, su tauromaquia. 
""El toreo puro me lo definió muy bien Domingo Dominguín, padre, que fue apoderado mío [...] Esto es: citar, parar y mandar. Se le echa al toro el capote o la muleta para adelante, y es el cite. Luego usted para el toro. Y luego, usted lo manda, lo lleva y lo despide". Se refiere a continuación a la trilogía de Belmonte y a la matización de Domingo Ortega, bien conocidas. Y sigue: "Es lo que da mayor pureza al toreo. Pero para mí es importante algo previo, citar, o sea, echarle el trapo para adelante al toro". Condena el recurso del "zapatillazo [...], que es robar el pase". Y concluye al respecto: "Así que lo que yo veo, para hacer el toreo puro, es esta continuidad: citar, parar, templar y mandar, y a ser posible, cargando la suerte".
"El toreo es sentimiento [...]: el que lo ejecute tiene que sentir lo que hace, para poderlo transmitir; si lo hace sin sentimiento, no transmite, y para lograrlo es muy importante que el torero se enfrente a cada toro con frescura, improvisando lo que el toro le pida, porque el toreo no se puede traer hecho de casa".
La chicuelina es bonita, es preciosa, pero no tiene la grandeza del toreo puro [...] Igual me pasa con el toreo a pies juntos: ni mi cuerpo va con eso, ni lo siento, porque no se carga la suerte. Por el contrario sí he sentido el echarme el capote a la espalda, que ahora no lo hace nadie; ese también es un toreo muy puro [...] porque citaba, echaba la pierna para adelante y cargaba la suerte, así que era un toreo de más exposición, pues tiraba del toro con medio capote como si estuviera toreando con la muleta".
Y a partir de aquí se centra en las llamadas comúnmente suertes "fundamentales", primero con la capa y luego con la muleta: 
"El toreo de capa fundamental se hace a la verónica". Entre los tres tamaños de capa (el pequeño es para niños), escogía el mediano, "porque, como bajaba mucho las manos, el capote grande los toros me lo pisaban y me lo quitaban". "La verónica pura, la que rompe y domina al toro, es la que se da con las manos bajas, cargando la suerte y ganándole terreno al toro”. También la llama, por eso, “honda”. "Así que a los toros yo procuraba ligarles la verónica honda, con el capote recogido, cargando la suerte y arrastrándolo, para que el toro humillara... Esto, tanto de salida como en los quites, que casi siempre hacía también a la verónica para continuar dominando al animal, y cerrando siempre con la media, pues si la das bien, y te vas con el aire por el costillar del toro no cabe duda de que también así lo quebrantas y lo dominas".
"Con la muleta hay unos pocos pases clásicos y puros, pero los verdaderamente fundamentales son los que pide cada toro".
Más de treinta años después, siguen siendo muy actuales las siguientes críticas, que afectan ya al uso de la muleta, en general: “Dar los pases totalmente en redondo, eso no es el toreo; eso les gusta hoy a los públicos, pero a mí no. El pase debe darse cuanto más largo mejor, pero con el cite y con remate, quedándose uno colocado para el siguiente. El toro tiene que venir humillado, metido en la panza de la muleta y con la suerte cargada. La mayor parte de los toreros lo que hacen es descargar: tú citas por un lado o por otro, y en vez de echar adelante la pierna contraria lo que haces es echar la otra para atrás; y eso no es cargar, es descargar. El toreo bueno es aquel en que cargas la suerte y apoyas el peso sobre la pierna contraria; y la última parte del pase ha de permitir que el toro te deje colocarte de nuevo sin modificar el terreno, pues lo más clásico y lo más puro es que, en la faena, cuanto menos andes, mejor”. Y continúa: "... [hoy] lo que se les da [a los toros] son medios pases o cuartos de pase, e incluso esos que parecen tan largos porque se prolonga el momento del remate no son mas que medios pases si no se ha citado adelantando la muleta".
Ahora irá concretando su idea sobre determinados pases de muleta fundamentales: En el pase natural, dado con la mano izquierda, deja claro que la pierna “contraria”, la que carga la suerte, es la izquierda: “Me gusta tanto el natural por su sencillez. El natural no es puro si no se carga la suerte. Yo lo he dado así siempre que he podido. Ahí está la pureza y el riesgo. Así me cogió el toro de Barcelona que era cinqueño y estaba corraleado, y me vio la pierna izquierda al cargarle la suerte”. "El otro gran pase con la izquierda es el de pecho [...] Desde luego, si el toro describe un semicírculo, mejor, porque se le lleva más tiempo toreado, pero cuidado, sin descargar la suerte. Lo verdaderamente importante aquí es cargar la suerte con el pecho, echando el pecho para adelante; por eso se llama pase de pecho. [...] Yo vaciaba un poco el toro hacia mí [...] llevándolo así hasta el final del pase, para dejarlo en su sitio, colocado, e iniciar de nuevo los naturales -si esto era lo que convenía- en el mismo terreno". Y para finalizar: “Otro pase importante con la izquierda, que ya he dicho que es la mano que más me gusta, es el ayudado por bajo. Al principio de la faena el toro viene más violento y no se le puede templar como cuando ya está metido en la muleta. Entonces conviene presentarle al toro la muleta con la mano derecha, ayudada con el estoque para recogerlo con el trincherazo por el pitón izquierdo, o con uno por bajo por el derecho. Para que el ayudado por bajo a dos manos, que es el pase a que me refiero, resulte eficaz y bonito hay que darlo despacio, sin pegar trallazos, y evitando que el toro te enganche la muleta. Así es conveniente darlo a mitad de la faena o, aún mejor, al final, como pase de castigo para afirmar el dominio y cuadrar al toro”. Y al respecto cuenta el caso de un día que, entrando a matar, pinchó. Y entonces: “Le di dos ayudados por bajo, uno por cada lado, llevando la muleta por debajo de los pitones del toro, cargando la suerte, templando y arrematando los pases. Ahora el toro me pidió la muerte, le cogí perfectamente los blandos y me dieron la oreja […] Y Gregorio Corrochano escribió en Blanco y Negro que esos dos pases habían sido lo más torero de esa tarde y de muchas tardes”.
Párrafo aparte merece la suerte de la muerte, en la que Rafael Ortega tanto destacó. Se refiere primero a la suerte del volapié, y después a la de recibir. "Hay toros que se matan solos, si el toro se te viene no hay más que presentar la espada. Pero a la mayoría hay que citarlos, y entonces la mano izquierda es la que hace la suerte, porque es la que manda en la embestida. La mano derecha, que al perfilarte tiene que estar apoyada en la tetilla izquierda, es la que tiene que hacer el cruce [...] porque cruzar es que las dos manos se muevan haciéndole la cruz al toro [...] arranco con la vista en el morrillo, la mano izquierda viene para mí y la derecha sale hacia el toro de manera natural, sin adelantarla [...] La estocada recibiendo es lo más difícil que hay en todas las suertes del toreo porque […] ahora tienes que hacer el cite con la pierna izquierda y esa pierna tiene que volver después al sitio de donde ha salido al tiempo que se hace el cruce trayendo el toro con la mano izquierda [...] Otros toreros sí citan como digo, pero luego, en el cruce, se quitan, esto es, no vacían al toro, y entonces tienen que quitarse ellos y apartarse al lado [...] En la estocada recibiendo el cite debe ser más corto que para el volapié´: dos metros o dos metros y medio como máximo; es decir, lo que te alcanza el brazo para llegarle al toro al adelantar la pierna izquierda, echarle al hocico la muleta y traerlo metido en ella mientras retiras la pierna a su sitio [...] Yo he visto recibir, a Ordoñez, y yo mismo he matado cuatro o cinco toros así, como lo he dicho [...] A volapié he matado a mi gusto muchos toros ; uno de los mejor matados fue el miura de 1956, en Sevilla: este volapié lo di casi en los medios y el toro, que era un tren, se derrumbó espectacularmente. [...] La suerte de matar es la más arriesgada de todas porque es la única en que tienes que perderle la cara al toro. Si al toro le miras la cara, lo pinchas […] Por eso es tan difícil hacer bien la suerte, porque sabes que tienes que ir a meter la estocada allí, y si miras a otro sitio que no sea el morrillo, si tienes miedo o dudas y le miras la cara al toro, entonces ya está, te quedas por delante y ya no puede ser".

## Revisión crítica de su valoración
Pero la verdadera apreciación de este torero se fue produciendo cuando otros críticos y otros toreros empiezan a reivindicarlo. Por ejemplo Antonio Chenel, Antoñete, había manifestado que Rafael Ortega "es el torero que más me ha gustado […], el más completo y el que ha toreado con mayor pureza”. Esas palabras las recogió el aludido para encabezar su libro El toreo puro, recién expuesto. Antoñete, además, con su propio prestigio encumbrado tras su "última" retirada, con 66 años, tenía muchos oyentes en su faceta como comentarista televisivo, y de vez en cuando hablaba con gran admiración de quien había sido su padrino de alternativa: Rafael Ortega.
Grandísima también es la admiración que siente por Ortega el también torero Juan Posada, que tras su retirada de los ruedos se licenció en periodismo y fue crítico taurino y ensayista. Ya se ha apuntado su réplica a Cossío, y otras citas (alguna muy definitoria en el epígrafe de novillero), que ahora se complementan. Porque en su libro De Paquiro a Paula le dedica un capítulo entero, exaltando su maestría: "Al hablar de toros y toreros lo hace con la seguridad que confiere el total y completo conocimiento del tema [...] un auténtico maestro".<red>Juan Posada. De Paquiro a Paula. En el rincón del sur. Pg. 226.</ref> Bien sabido es el valor especial de respeto con que se connota esta palabra, maestro, en el mundo taurino, equivaliendo sinónimamente a torero de alternativa, aunque es más habitual dirigir el vocativo a los veteranos, y claramente Posada desea subrayar el rigor conceptual del término, recobrando el sentido profundo de la palabra. Por otro lado, el libro de Posada se edita en 1987, un año después, todo lo más, que el libro de Ortega sobre su propia tauromaquia (publicado en 1986), y Posada no alude a él ni en el texto ni en la bibliografía, luego su visión de "auténtico maestro" proviene de su conocimiento directo, no influido por la lectura del mismo. Merece la pena registrar algunas de las apreciaciones críticas de Posada respecto a Rafael Ortega, sin olvidar que, durante algún tiempo, coincidieron en los ruedos. Por eso tiene motivos para afirmar: "Ahora, al correr el tiempo, es necesario situar al gran torero de la Isla de San Fernando en el lugar que sus compañeros, los profesionales, le colocamos desde que le vimos actuar".
Resalta su valor, "la constancia y dureza de carácter, evidentes, y la aplicación de las normas clásicas, imprescindible para hacer su excelente toreo". Está en medio de una época, sostiene Posada, la década de los cincuenta, donde coexistían "jóvenes que trataban de llevar el arte de torear por caminos clásicos", como Ortega, Ordóñez, Manuel Vázquez, Antoñete... con otros toreros con "ausencia absoluta de técnica, propiciada por la escasez de trapío de algunos toros, su alivio en las defensas [léase afeitado] y el desconcierto imperante" [por el vacío que deja Manolete]. Y ahí, "Rafael Ortega, el más rabiosamente clásico de todos, se mantuvo en primera línea, en competencia con toreros de modos y de modas, aunque no gozó -ni en dinero ni en fama- de las mieles que se merecía [...] Hacía comentar: «Este torero no parece de esta época» Quizá era el mejor piropo que le podían dedicar [...] Pero mejor aún, ahora, a tantos años de su segunda y definitiva retirada, es cuando se le le ha reconsiderado y, por tanto, elevado al rango que nunca debió negarle nadie".
Contrasta después a Manolete, "valiente y estoico fuera de lo común" pero que no cargaba la suerte (salvo al entrar a matar), con Rafael Ortega, que, "de la más pura tradición clásica, toreó siempre manteniendo la norma imprescindible de cargar la suerte con capote y muleta, imposible de hacer si no se cita al toro en su rectitud, en ese lugar para que el lance resulte eficiente, emotivo y estético. Lanceó a la verónica con el mejor estilo, en el que los brazos son los que mandan, y la cintura [...]; clásico y poderoso en el manejo de la muleta, acentuando la suerte eficientemente y, como resultado, vaciando al toro hacia posiciones que le permitieran mantener la continuidad de la acción, auténtico y único sentido de la ligazón que la ortodoxia entiende. El temple [...] lo practicó como mandan los cánones: atemperando la velocidad de la muleta a la del toro". Y encuentra que "aún tuvo un mérito mayor: lidiar y torear con el capote de forma magistral, como muy pocos lo hicieron [...], jugando ambos brazos al unísono (lo más difícil del lance) para conducir la alocada arrancada del toro, marcándole el camino a seguir [...] durante toda la lidia".
Y para terminar la selección de citas de Posada: "Poseyó el de San Fernando, además, un gran sentido de las distancias, del espacio idóneo que cada toro requiere para ser toreado y dominado -como recordó últimamente Antoñete a aficionados y profesionales-; nunca lo atosigaba, al contrario, dejaba el terreno necesario y suficiente para que la res se sintiera dueña de un lugar que estaba ocupado realmente por el torero". Y, en cuanto a su técnica de estoqueador, especifica: "La verdad es que ejecutaba el volapié, aparte de su ortodoxa realización, con gran personalidad y elegancia. Lo hacía tal y como el Chiclanero lo remató, incitando al toro al arranque, siempre conducido por la muleta, y vaciándolo justamente por debajo del costado derecho. Un volapié a medias entre la suerte de recibir y el primigenio -que solo se hacía a toro parado-, tal y como lo perfeccionó el maestro de Chiclana [...] En definitiva, un gran torero y excelente matador de toros".
Al año siguiente de publicarse el libro autobiográfico de Rafael Ortega, y el mismo año del de Posada, el prestigioso crítico taurino del diario "El País", Joaquín Vidal, escribe un artículo titulado "Rafael Ortega, el maestro del toreo puro que no pudo llegar a figura". Se entrevista con él y le juzga tan torero en la calle, ya con su pelo cano, como lo fue en la plaza. Afirma, categórico, que tras su tardía alternativa y hasta el momento presente del artículo: "Nadie desde entonces ha toreado con mayor pureza. Y sin embargo, nunca pudo llegar a figura". A continuación explica los motivos de esta paradoja con gran claridad. Por un lado, "le faltaron relaciones públicas y le faltó literatura. No tuvo un Hemingway, como Antonio Ordóñez, que novelara sus andanzas, ni un Felipe Sassone, como Antonio Bienvenida, que le hiciera la crónica de sus gestas". Y por otro lado: "el negocio lo dominaba un monopolio donde Ortega no podía cuadrar, pues al toro le ligaría naturales arremataos, pero en los despachos no sabía dar ni un pase. Uno de los monopolistas le propuso en cierta ocasión que toreara en Santander, y Ortega pagó cara su osadía de rechazar la oferta, pues le cerró sus plazas, que eran un montón, y los demás exclusivistas le marginaron". Sin embargo, estos asuntos, que no llegaban al gran público, no pudieron impedir que en sus pocas oportunidades demostrara el torero de la Isla de San Fernando lo que llevaba dentro: "Los aficionados de toda España, no obstante, testigos de sus actuaciones memorables, ya le habían proclamado maestro. Estuvo cumbre en Madrid, donde le tiraron un gigantesco as de espadas, firmado por más de 200 personalidades, entre ellas toreros, que reconocían su liderazgo como estoqueador, e intelectuales". Asimismo, "fue de clamor su éxito con un Miura en Sevilla [...] y resultó que el presidente [...] agitaba su pañuelo con tanto entusiasmo como el resto de la gente". Ese contraste entre los dos mundos enfrentados: éxito en los ruedos, fracaso con los empresarios, llevó al torero a una decepción, y le confiesa al periodista: "Sufrí mucho. Los contratos no se correspondían con el buen toreo que estaba haciendo y con las cornadas, que las tuve muy fuertes. No merecía la pena luchar contra tanta injusticia, y el año 1960 decidí retirarme". Ya sabemos que retornó al toreo: por nostalgia, por afición.
Y para terminar, Rafael Ortega no solo tenía que ser considerado uno de los mejores estoqueadores de la historia del toreo. Era, también, un torero sólido, maestro del toreo clásico, muy puro en todas las suertes y con una tremenda capacidad de superar adversidades. Por eso el último ensayista que se aporta aquí, Nicolás Sampedro, procedente de Colombia pero afincado en España, ha llegado a decir de él: "un maestro que se hizo figura después de retirado y figurón del toreo después de muerto." En su ensayo específico sobre el concepto léxico "cargar la suerte" es precisamente el libro "grandioso" de Rafael Ortega El toreo puro el que más le inspira como hilo conductor: "Con él hemos comenzado y con él hemos de finalizar [...] La palabra «pureza» [...] se repite tantas veces como «verdad» y «cargar la suerte»; para él son cosas fundamentales... en el toreo y en la vida [...], sus tres máximas". En su epígrafe sobre Rafael Ortega cita muchas de las ideas que se han transcrito supra y glosa matizaciones y explicaciones sobre las mismas, en pos de su indagación general del concepto que da título y subtítulo a su libro.